# Torre di Martinsicuro
La torre di Martinsicuro o torre di Carlo V, si trova sulla costa dell'Adriatico, in provincia di Teramo, vicino alla foce del Tronto, nel comune di Martinsicuro, dalla statale adriatica è possibile vederla.
Differisce notevolmente dalle altre torri costiere abruzzesi mentre presenta analogie con quelle laziali, marchigiane e campane.
La torre e l'adiacente casa doganale, recentemente restaurate, ospitano il Centro di educazione ambientale Scuola Blu di Legambiente e nel 2009 sono diventate sede del Museo archeologico Antiquarium di Castrum Truentinum.

## Descrizione
Si tratta di una imponente costruzione in laterizio, a base quadrangolare, su tre livelli scanditi da due cornici marcapiano bombate in pietra.
Il tetto a due falde, aggiunto in un secondo momento sostituendo probabilmente l'originale merlatura, poggia su un coronamento sporgente di lunghi beccatelli intervallati da caditoie.
Le finestre, incorniciate in pietra sul lato est, forse furono aggiunte od ottenute dalla trasformazione di feritoie quando la torre perse la sua funzione militare e divenne una residenza di prestigio.
La torre è collegata con un passaggio all'edificio adiacente, che originariamente ospitava la dogana.

### L'edicola

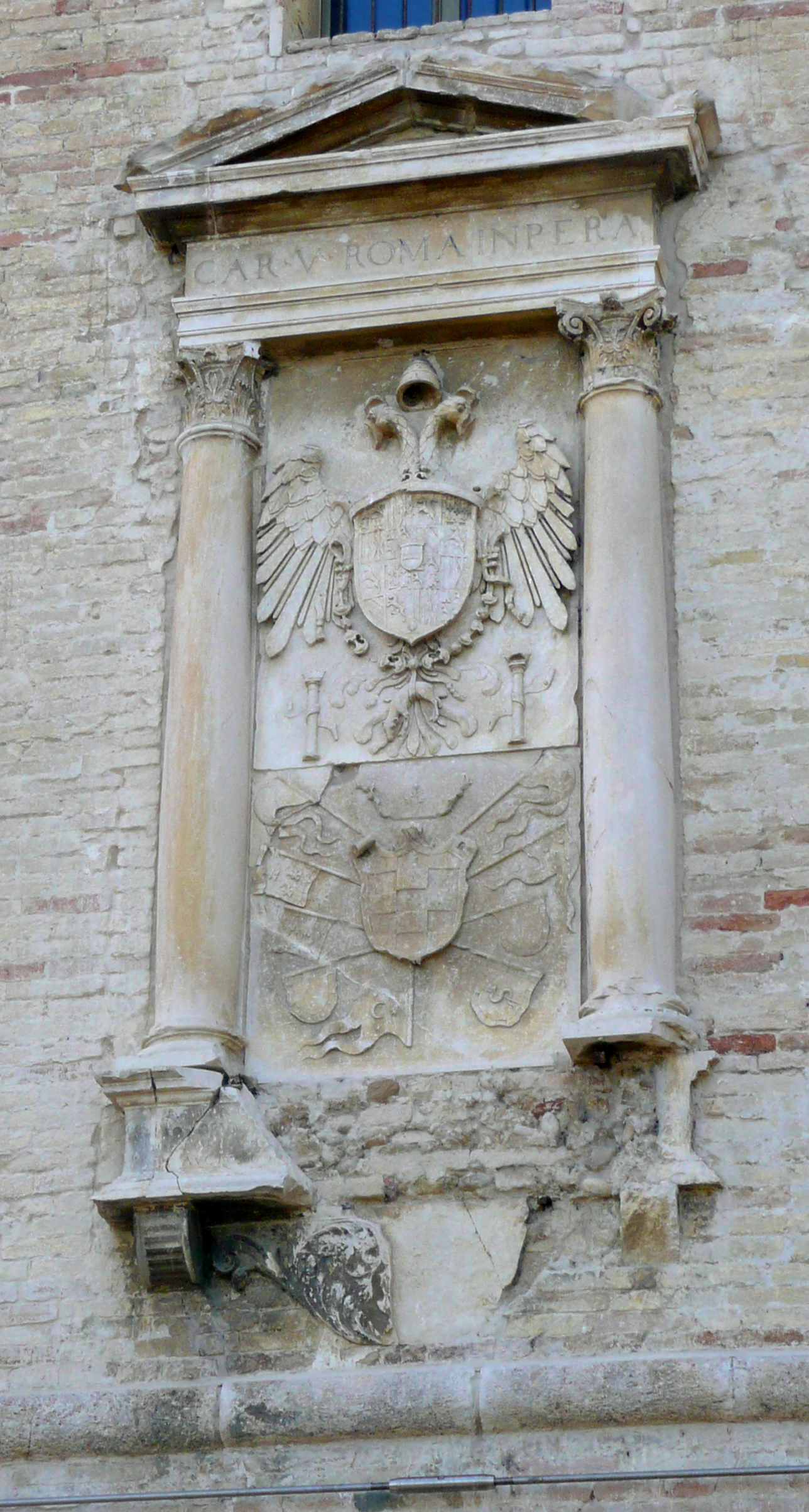
L'edicola.

Una bellissima edicola campeggia sulla facciata est: due colonnine con capitelli poggiano su grosse mensole e sorreggono un architrave sormontato da un timpano, il tutto racchiude le insegne araldiche di Don Pedro di Toledo poste sotto quelle dell'imperatore Carlo V, l'aquila bicipite degli Asburgo ed il Toson d'Oro.
L'architrave reca un'iscrizione
mentre alla base è rimasto solo un frammento dell'epigrafe dedicatoria, posta nel 1547, sulla quale era scritto:

## Storia
Nel XVI secolo, quando Carlo V era Imperatore del Sacro Romano Impero e, tra l'altro, re di Napoli, il corso inferiore del fiume Tronto segnava il confine tra il Regno di Napoli a sud e lo Stato della Chiesa a nord.
Per volere del viceré Don Pedro di Toledo nel 1547 si costruì la torre, come posto di guardia e difesa della costa dalle incursioni saracene, ed anche l'edificio adiacente, destinato a dogana del confine con lo Stato Pontificio, in funzione fino al 1860.
La progettazione fu affidata al capitano ed architetto militare di Carlo V, il valenciano Pedro Luis Escrivà (italianizzato in Pirro Aloisio Scrivà), lo stesso del Forte spagnolo di L'Aquila e Castel Sant'Elmo a Napoli.
La realizzazione fu diretta dal capitano Martin da Seguera o Martin De Segura
dal quale presero il nome sia il centro abitato che la stessa torre.
In seguito la torre di Martinsicuro, sul fiume Tronto, divenne una delle torri costiere d'Abruzzo, parte del vasto sistema di avvistamento e difesa delle torri costiere del Regno di Napoli, creato per porre un freno alla crescente minaccia di incursioni da parte dei Saraceni, che furono particolarmente intense nell'estate del 1556.
Nel 1598, su ordine del viceré Enrique de Guzmán, conte di Olivares, il marchese di Celenza Valfortore Carlo Gambacorta, governatore degli Abruzzi, effettuò un censimento delle torri d'Abruzzo, predisponendo una serie di schede contenenti schizzi, descrizione ed osservazioni varie; in una di tali schede la torre e la casa doganale sono descritte com'erano all'epoca.